# 第94回天皇杯・第85回皇后杯 全日本バスケットボール選手権大会
第94回天皇杯・第85回皇后杯 全日本バスケットボール選手権大会 は、2018年9月から2019年1月にかけて開催された天皇杯・皇后杯全日本バスケットボール選手権大会である。男女決勝は前年同様さいたまスーパーアリーナで行われた。

## 概要
今大会では男子においてはB2以下のチームが大会から締め出され、ラウンドも3ラウンド制に変更。B1所属クラブとWリーグチームは2次ラウンドから出場。
- 主催 - 日本バスケットボール協会
- 共催 - 共同通信社
- 1次・2次ラウンド主管 - 各都道府県バスケットボール協会
- 3次ラウンド主管 - 日本バスケットボール協会
- 協賛 富士通、朝日新聞社

### 1次ラウンド
- 日程 - 9月15日から9月17日
- 会場
  - 東日本エリア - 元気フィールド仙台・東北学院大学泉キャンパス体育館（宮城県仙台市）
  - 中日本エリア - 岐阜メモリアルセンター（岐阜県岐阜市）
  - 西日本エリア - キリンビバレッジ周南市スポーツセンター（山口県周南市）
- 参加チーム
  - 東日本エリア - 北海道から山梨県までの代表
  - 中日本エリア - 長野県から和歌山県までの代表
  - 西日本エリア - 鳥取県から沖縄県までの代表

### 2次ラウンド
- 日程 - 12月1日、2日
- 会場
  - 奥州市総合体育館 Zアリーナ（岩手県奥州市）
  - ブレックスアリーナ宇都宮（栃木県宇都宮市）
  - トッケイセキュリティ平塚総合体育館（神奈川県平塚市）
  - ウィングアリーナ刈谷（愛知県刈谷市）
  - 島津アリーナ京都（京都府京都市）
  - おおきにアリーナ舞洲（大阪府大阪市）
  - アミノバリューホール（徳島県鳴門市）
  - 愛媛県総合運動公園体育館（愛媛県松山市）
- 参加チーム
  - 男子 - 2次ラウンド勝利チーム（13チーム）とB1クラブ全チーム
  - 女子 - 2次ラウンド勝利チーム（15チーム）とWリーグ全チーム

### 3次ラウンド
- 日程 - 2019年1月10日から13日
- 会場 - さいたまスーパーアリーナ
- 参加チーム - 男女ベスト8チーム

## 試合結果

### 男子

#### 3次ラウンド
準々決勝
| 1月10日 12：15 |

|  |

| 渋谷 71, 栃木 77 |

| 1月10日 14：30 |

|  |

| 大阪 51, 京都 69 |

| 1月10日 16：45 |

|  |

| 三河 55, A東京 73 |

| 1月10日 19：00 |

|  |

| 川崎 63, 千葉 66 |

準決勝
| 1月12日 15：30 |

|  |

| 栃木 71, 京都 62 |

| 1月12日 17：45 |

|  |

| A東京 79, 千葉 80 |

決勝
| 1月13日 14：09 |

| Boxscore |

| 栃木 69, 千葉 71 (OT)                                        |
| クォーター・スコア: 17-13, 15-13, 15-21, 13-13, 延長戦: 9-11 |

### 女子

#### 2次ラウンド
3回戦
- 秋田銀行 56-53 アイシンAW
- 山形銀行 54-66 日立ハイテク
- 白鷗大学 74-94 山梨
- ミツウロコ 77-74 新潟

- 滋賀銀行 81-80 愛知学泉大学
- 岐阜女子高校 64-88 東京羽田
- 大阪人間科学大学 52-65 日本経済大学
- 日立笠戸 84-65 ELEVEN
- 高知中央高校 69-78 今治オレンジブロッサム

4回戦
- 日立ハイテク 76-40 秋田銀行
- 山梨 54-88 三菱電機
- ミツウロコ 61-106 富士通
- 滋賀銀行 72-103 デンソー

- 東京羽田 58-67 トヨタ紡織
- 日本経済大学 38-117 シャンソン化粧品
- 日立笠戸 43-121 JX-ENEOS
- 今治オレンジブロッサム 58-112 トヨタ自動車

#### 3次ラウンド
準々決勝
| 1月11日 12：15 |

|  |

| デンソー 78, トヨタ紡織 69 |

| 1月11日 14：30 |

|  |

| トヨタ自動車 79, 三菱電機 70 |

| 1月11日 16：45 |

|  |

| 富士通 83, 日立 69 |

| 1月11日 19：00 |

|  |

| シャンソン 61, JX-ENEOS 83 |

準決勝
| 1月12日 11：15 |

|  |

| デンソー 60, トヨタ自動車 71 |

| 1月12日 13：15 |

|  |

| 富士通 77, JX-ENEOS 91 |

決勝
| 1月13日 11：09 |

| Boxscore |

| トヨタ自動車 65, JX-ENEOS 86                   |
| クォーター・スコア: 19-24, 14-24, 13-23, 19-15 |

## 個人賞

### MVP
男子
- 富樫勇樹（千葉№2・初受賞）

女子
- 宮澤夕貴（JX-ENEOS№52・2年連続2回目）

### ベスト5
男子
- 富樫勇樹（千葉№2・2年ぶり2回目）
- ギャビン・エドワーズ（千葉№21・2年連続2回目）
- 遠藤祐亮（栃木№9・初受賞）
- ライアン・ロシター（栃木№22・3年ぶり2回目）
- 馬場雄大（東京№6・初受賞）

女子
- 渡嘉敷来夢（JX-ENEOS№10・9年連続9回目）
- 宮澤夕貴（JX-ENEOS№52・3年連続3回目）
- 馬瓜エブリン（トヨタ自動車№0・初受賞）
- 長岡萌映子（トヨタ自動車№2・2年ぶり4回目）
- 町田瑠唯（富士通№10・初受賞）